# Euphaedra (Gausapia) zaddachii
Euphaedra (Gausapia) zaddachii es una especie de  Lepidoptera, de la familia Nymphalidae,  subfamilia Limenitidinae, tribu Adoliadini, pertenece al género Euphaedra, subgénero (Gausapia).

## Subespecies
- Euphaedra (Gausapia) zaddachii zaddachii
- Euphaedra (Gausapia) zaddachi crawshayi (Butler, 1895)
- Euphaedra (Gausapia) zaddachii elephantina (Staudinger, 1891)

## Localización
Esta especie y subespecie de Lepidoptera, se encuentran localizadas en República Centroafricana, Camerún, República Democrática del Congo, Gabón, Nigeria, Ruanda-Urundi, Kenia, Angola, Zaire, Zambia, Tanzania, Malaui, Lago Victoria (África).